# Мультимодальное обучение
Мультимодальное обучение (англ. Multimodal Learning) — подход в машинном обучении, который использует данные из различных источников или модальностей, таких как текст, изображение, аудио и видео. Цель мультимодального обучения состоит в том, чтобы объединить информацию из различных источников для улучшения понимания и выполнения задач, что ведёт к более эффективным и точным моделям.

## Фьюжн данных
Процесс объединения данных из различных модальностей для формирования единого представления называется фьюжн данных. Существует несколько подходов к фьюжн данных:
- Ранний фьюжн (early fusion) — объединение данных на начальном этапе обработки.
- Поздний фьюжн (late fusion) — объединение результатов анализа отдельных модальностей на завершающем этапе.
- Гибридный фьюжн (hybrid fusion) — комбинирование раннего и позднего подходов.[1]

## Архитектуры мультимодальных моделей
Для реализации мультимодального обучения используются различные архитектуры нейронных сетей и алгоритмы:
- Конкатенация признаков — объединение признаков из разных модальностей в единый вектор.
- Аттеншн-механизмы — использование внимания для взвешивания информации из разных модальностей.
- Генеративные модели — такие как VAE и GAN, которые могут генерировать данные на основе мультимодальных входных данных.[2]

## Применение

### Обработка естественного языка и компьютерное зрение
Мультимодальные модели широко применяются в задачах, где необходимо объединение текстовой и визуальной информации, например:
- Визуальный вопрос-ответ (Visual Question Answering, VQA) — модели, способные отвечать на вопросы о содержимом изображений.
- Имидж-кэпшнинг (Image Captioning) — генерация текстового описания на основе изображения.[2]